# Bonnie Raitt
Bonnie Lynn Raitt (Burbank, Kalifornia, USA, 1949. november 8. −), többszörös Grammy-díjas amerikai bluesénekesnő, dalszerző, gitáros.

## Élete
Apja John Raitt musical-színész és -énekes volt, így Bonnie korán találkozott a zenével. Gitározni tanult, gyerekként bluest énekelt. Közönség előtt a hatvanas években lépett föl először. A Massachusetts állambeli Cambridge-ben járt főiskolára. Bostonban különböző klubokban szerepelt rendszeresen. Első menedzsere Dick Waterman volt.
A Nick of Time című albuma három Grammy-díjat nyert el.

## Nagylemezek
- Bonnie Raitt (1971)
- Give It Up (1972)
- Talkin’ My time (1973)
- Streetlights (1974)
- Home Plate (1975)
- Sweet Forgiveness (1977)
- The Glow (1979)
- The Green Light (1982)
- Nick of Time (1989)
- Luck of The Draw (1991)
- Longing in Their Hearts (1994)
- Road Tested (1995)
- Fundamental (1998)
- Silver Lining (2002)
- Souls Alike (2005)
- Slipstream (2012)
- Dig In Deep (2016)
- Just Like That... (2022)